# الوكيل البريطاني (فلم 1934)
الوكيل البريطاني (بالإنجليزية: British Agent) فيلم تجسس درامي رومانسي أمريكي صدر عام 1934 مقتبس من مذكرات جاسوس بريطاني.

## روابط خارجية
- مقالات تستعمل روابط فنية بلا صلة مع ويكي بيانات